# Josef Mysliveček
Josef Mysliveček (Praga, 9 de març de 1737 – Roma, 4 de febrer de 1781) fou un compositor txec del classicisme, dins la tradició de l'estil galant.

## Biografia
Josef Mysliveček nasqué a Praga i estudià filosofia a la universitat d'aquesta ciutat, seguint els passos del seu pare. Estudià composició amb Franz Habermann i Josef Seger a principis del 1760. Aficionat a la música, publicà un conjunt de sis simfonies el 1762, que obtingueren un gran èxit. Aquest fet el convencé per abandonar els estudis de filosofia i dedicar-se a la música; amb una beca que li concedí el comte Vincent von Waldstein es traslladà a Venècia per estudiar amb Giovanni Pescetti. Finalment s'instal·là a Itàlia, on fou conegut com Il divino Boemo («el diví bohemi»).
La seva primera òpera es representà a Bèrgam cap a 1765. La seva Il Bellerofonte fou un gran èxit quan s'estrenà a Nàpols, al Teatro San Carlo el 20 de gener de 1767, i inicià una llarga sèrie d'encàrrecs de diversos teatres italians. El 1770 es trobà amb el jove Wolfgang Amadeus Mozart a Bolonya, on Mysliveček era membre de l'Acadèmia Filharmònica. En una carta a casa seva, Mozart comentà del músic txec que «transpira foc, espiritualitat i vida». En les obres d'aquesta època, dins de l'anomenat «estil galant», són evidents les similituds entre la música d'ambdós compositors.
La fama de Mysliveček s'estengué fora d'Itàlia; diverses obres seves es representaren a Múnic durant la dècada de 1770 i es copià un conjunt d'òperes per a la cort portuguesa, conjunt que forma actualment el grup de manuscrits més important del compositor. Nogensmenys, les seves darreres òperes no tingueren gaire èxit i finalment, arruïnat, morí a Roma l'any 1781, malalt de sífilis.

## Obra
En total, Mysliveček compongué més de vint òperes dins l'estil de l'opera seria, entre les quals cal citar Idomeneo (sobre el mateix tema de la posterior Idomeneo, rè di Creta de Mozart), Abramo et Isacco, Antigona, L'olimpiade i Il Bellerofonte. També destacà pels seus oratoris, simfonies, concerts i música de cambra, gènere en el qual destaquen alguns dels primers quintets de corda.
Sovint se'l considera el pare de l'òpera txeca i, certament, fou el primer compositor txec en esdevenir un compositor d'òpera de fama internacional. Tot i això, les seves òperes s'inscriuen plenament en l'estil italià i no tenen especials característiques del seu país d'origen. En aquest sentit, és un cas semblant al del compositor valencià Vicent Martín i Soler.